# MTV Generation Award
L'MTV Generation Award è un premio cinematografico statunitense assegnato annualmente dal 2005. Il destinatario del premio è un artista che dimostri grande talento, varietà dei ruoli interpretati e grande successo dei film interpretati.

## Vincitori

### Anni 2005-2009
- 2005: Tom Cruise
- 2006: Jim Carrey
- 2007: Mike Myers
- 2008: Adam Sandler
- 2009: Ben Stiller

### Anni 2010-2019
- 2010: Sandra Bullock
- 2011: Reese Witherspoon
- 2012: Johnny Depp
- 2013: Jamie Foxx[1]
- 2014: Mark Wahlberg[2]
- 2015: Robert Downey Jr.[3]
- 2016: Will Smith[4]
- 2017: Fast and Furious (franchise)[5]
- 2018: Chris Pratt[6]
- 2019: Dwayne Johnson[7]

### Anni 2020-2029
- 2021: Scarlett Johansson[8][9]
- 2022: Jennifer Lopez[10][11][12]